# توبولسك

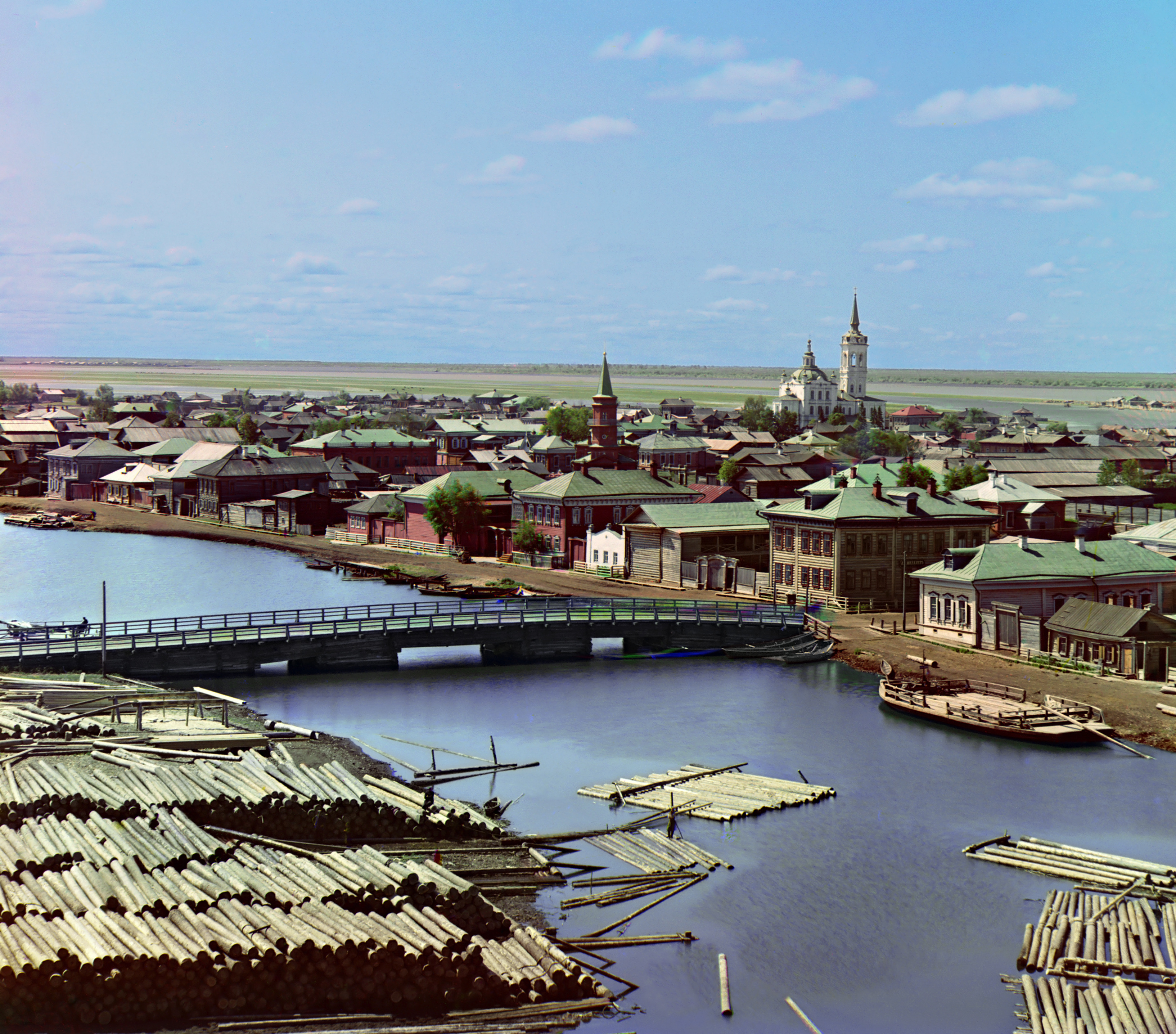
صورة من المدينة

توبولسك (بالروسية: Тобольск) هي إحدى مدن روسيا في الكيان الفدرالي الروسي تيومين أوبلاست.

## المناخ
يظهر الجدول التالي التغييرات المناخية على مدار السنة لتوبولسك:
| البيانات المناخية لـتوبولسك           | البيانات المناخية لـتوبولسك | البيانات المناخية لـتوبولسك | البيانات المناخية لـتوبولسك | البيانات المناخية لـتوبولسك | البيانات المناخية لـتوبولسك | البيانات المناخية لـتوبولسك | البيانات المناخية لـتوبولسك | البيانات المناخية لـتوبولسك | البيانات المناخية لـتوبولسك | البيانات المناخية لـتوبولسك | البيانات المناخية لـتوبولسك | البيانات المناخية لـتوبولسك | البيانات المناخية لـتوبولسك |
| الشهر                                 | يناير                       | فبراير                      | مارس                        | أبريل                       | مايو                        | يونيو                       | يوليو                       | أغسطس                       | سبتمبر                      | أكتوبر                      | نوفمبر                      | ديسمبر                      | المعدل السنوي               |
| ------------------------------------- | --------------------------- | --------------------------- | --------------------------- | --------------------------- | --------------------------- | --------------------------- | --------------------------- | --------------------------- | --------------------------- | --------------------------- | --------------------------- | --------------------------- | --------------------------- |
| الدرجة القصوى °م (°ف)                 | 5.5 (41.9)                  | 5.5 (41.9)                  | 14.7 (58.5)                 | 29.5 (85.1)                 | 35.7 (96.3)                 | 37.2 (99.0)                 | 36.1 (97.0)                 | 33.8 (92.8)                 | 30.1 (86.2)                 | 23.0 (73.4)                 | 12.3 (54.1)                 | 4.5 (40.1)                  | 37.2 (99.0)                 |
| متوسط درجة الحرارة الكبرى °م (°ف)     | −12.7 (9.1)                 | −10.3 (13.5)                | −1.4 (29.5)                 | 7.2 (45.0)                  | 16.3 (61.3)                 | 22.4 (72.3)                 | 23.9 (75.0)                 | 20.4 (68.7)                 | 13.7 (56.7)                 | 6.1 (43.0)                  | −4.8 (23.4)                 | −10.7 (12.7)                | 5.8 (42.5)                  |
| المتوسط اليومي °م (°ف)                | −17.1 (1.2)                 | −15.6 (3.9)                 | −7.0 (19.4)                 | 1.8 (35.2)                  | 10.2 (50.4)                 | 16.7 (62.1)                 | 18.7 (65.7)                 | 15.3 (59.5)                 | 9.0 (48.2)                  | 2.2 (36.0)                  | −8.2 (17.2)                 | −14.9 (5.2)                 | 0.9 (33.7)                  |
| متوسط درجة الحرارة الصغرى °م (°ف)     | −21.6 (−6.9)                | −20.7 (−5.3)                | −12.5 (9.5)                 | −3.2 (26.2)                 | 4.7 (40.5)                  | 11.5 (52.7)                 | 13.8 (56.8)                 | 10.7 (51.3)                 | 4.9 (40.8)                  | −1.2 (29.8)                 | −11.8 (10.8)                | −19.4 (−2.9)                | −3.7 (25.3)                 |
| أدنى درجة حرارة °م (°ف)               | −48.5 (−55.3)               | −47.7 (−53.9)               | −41.8 (−43.2)               | −30.3 (−22.5)               | −14.6 (5.7)                 | −2.2 (28.0)                 | 3.4 (38.1)                  | −2.9 (26.8)                 | −6.5 (20.3)                 | −34.4 (−29.9)               | −40.1 (−40.2)               | −51.8 (−61.2)               | −51.8 (−61.2)               |
| الهطول مم (إنش)                       | 23 (0.9)                    | 17 (0.7)                    | 17 (0.7)                    | 24 (0.9)                    | 45 (1.8)                    | 57 (2.2)                    | 67 (2.6)                    | 73 (2.9)                    | 53 (2.1)                    | 40 (1.6)                    | 34 (1.3)                    | 27 (1.1)                    | 477 (18.8)                  |
| متوسط الأيام الممطرة                  | 1                           | 0.2                         | 3                           | 10                          | 13                          | 16                          | 16                          | 20                          | 20                          | 14                          | 4                           | 1                           | 118.2                       |
| متوسط الأيام المثلجة                  | 22                          | 17                          | 13                          | 6                           | 2                           | 0                           | 0                           | 0                           | 0.4                         | 6                           | 17                          | 22                          | 105.4                       |
| متوسط الرطوبة النسبية (%)             | 81                          | 77                          | 72                          | 65                          | 62                          | 66                          | 73                          | 78                          | 79                          | 79                          | 82                          | 81                          | 75                          |
| ساعات سطوع الشمس الشهرية              | 61                          | 114                         | 177                         | 217                         | 265                         | 288                         | 298                         | 225                         | 156                         | 92                          | 60                          | 42                          | 1٬995                       |
| المصدر #1: pogoda.ru.net              |                             |                             |                             |                             |                             |                             |                             |                             |                             |                             |                             |                             |                             |
| المصدر #2: NOAA (sun only, 1961-1990) |                             |                             |                             |                             |                             |                             |                             |                             |                             |                             |                             |                             |                             |

## النقش على العظم في توبولسك
يوجد في مدينة توبولسك معمل للنقش على العظم ينتج مصنوعات رائعة نالت كثير من الجوائز في المعارض الدولية. وتشمل موضوعات المتحف كل مجالات الحياة في سيبيريا من قصص الشمال وعادات شعوبه إلى القصص الروسية وحتى ارتباط حياة المنطقة باستخراج النفط والغاز. والمادة الأولية هنا هي العظم بأنواعه المتعددة من قرن البقر إلى ناب الماموث، وهو الأغلى والأكثر ندرة يعرف بالخطوط الفريدة في نسيجه.

## توأمة
لتوبولسك اتفاقيات توأمة مع:
- بيخا

## أعلام
- فاسيلي بيروف
- يوري أوسيبوف
- ديميتري مندلييف